# Sibghatullah Modschaddedi

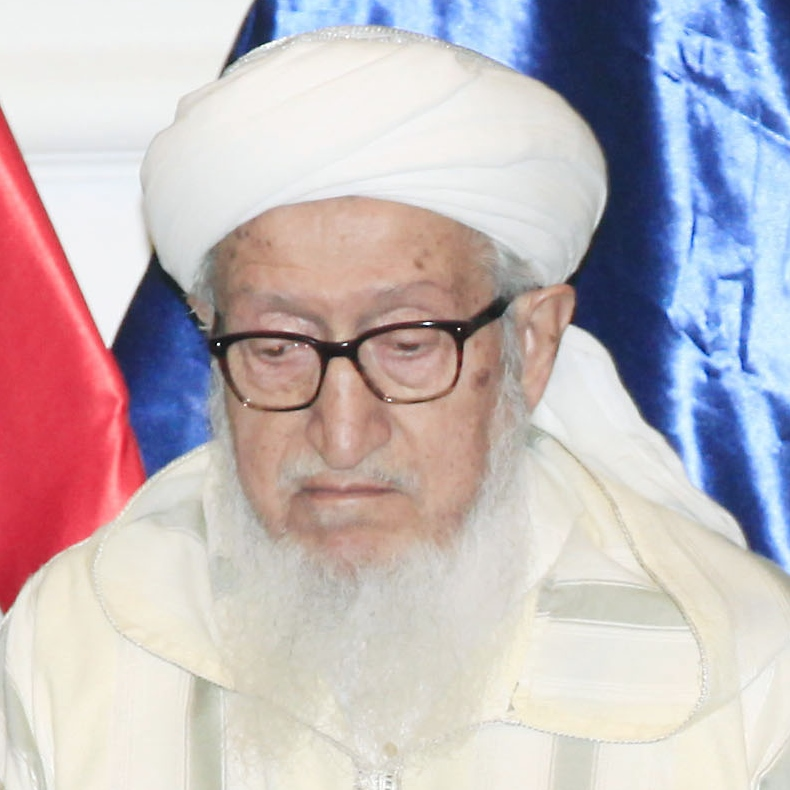
Sibghatullah Modschaddedi (2014)

Sibghatullah Modschaddedi (paschtunisch صبغت الله مجددي; persisch صبغت‌الله مجددی, DMG Ṣabġatullāh Moǧaddedī; * 21. April 1925 in Kabul; † 11. Februar 2019 ebenda) war der erste Präsident des Islamischen Staates Afghanistan nach dem Fall des kommunistischen Regimes 1992. Er war außerdem Führer der Nationalen Befreiungsfront.
Modschaddedi übertrug die Macht nach zweimonatiger Amtszeit auf Präsident Burhanuddin Rabbani, basierend auf einer vorhergehenden Übereinkunft, die von den Mudschahedin in Pakistan erreicht wurde. Während der Zeit der Talibanherrschaft war Modschaddedi nicht politisch aktiv. Im Dezember 2003 wurde er Vorsitzender der Loja Dschirga, die Afghanistans neue Verfassung bestätigte.

## Leben

### Frühe Jahre
Sibghatullah Modschaddedi gilt als Nachfahre des Mudschaddid Ahmad Sirhindi und wurde 1925 in der Provinz Kabul in Afghanistan geboren. Er studierte an der al-Azhar-Universität in Kairo, Ägypten islamisches Recht und Jurisprudenz. In Afghanistan lehrte er nach seiner Promotion an der Habibia-Hochschule und später an der Universität Kabul.
Modschaddedi saß 1959 bis 1964 im Gefängnis wegen angeblicher Teilnahme an einem Attentat auf den sowjetischen Premierminister Nikita Chruschtschow. Er nahm 1970 auch an antikommunistischen und antisowjetischen Demonstrationen in Kabul teil. Nach Daoud Khans gelungenem Staatsstreich 1973 ging er ins Exil und arbeitete an der Moschee von Kopenhagen in Dänemark.

### Die sowjetische Invasion (1979–1989)
Zu Beginn der sowjetischen Invasion 1979 gründete er die Afghanische Nationale Befreiungsarmee, eine islamisch-traditionelle Partei. Obwohl die militärische Macht seiner Partei marginal blieb, war Modschaddedi ein hoch angesehener Anführer unter den Mudschahid. Seine Reputation als moderater Politiker wurde 1989 letztendlich anerkannt, als er als Oberhaupt des „Vorläufigen Islamischen Staates Afghanistan“ ausgewählt wurde. Als Oberhaupt der vorläufigen afghanischen Regierung traf er dann auch mit dem damaligen Präsidenten der Vereinigten Staaten, George H. W. Bush, zusammen. Er war bereit, sein Amt zu übernehmen, als im April 1992 die Mudschahid in Kabul eindrangen und die Regierung von Präsident Mohammed Nadschibullāh stürzte und eine Waffenruhe mit Burhanuddin Rabbani von der Dschamiat-e Eslami erreicht wurde.

### Präsident der Republik
Elf Tage später verkündeten die Parteien in Kabul in einer Übereinkunft, die die Shia-Parteien und die von Gulbuddin Hekmatyār geführte Hezb-e Eslāmī ausschloss, dass Sibghatullah Modschaddedi für zwei Monate Präsident werden würde, um dann von Burhānuddin Rabbāni von der Dschamiat-e Eslami für vier Jahre beerbt zu werden. Während dieser Amtszeit sollte sich eine Loja Dschirga, oder ein großer Rat der afghanischen Älteren, zusammenfinden und eine vorläufige Verwaltung benennen, um die Macht für ein Jahr bis zu Wahlen aufrechtzuerhalten. Im Mai 1992 bildete Rabbāni verfrüht den Führerschaftsrat und untergrub Modschaddedis schwache Autorität.
Im Juni gab Modschaddedi die Macht an den Führerschaftsrat ab, der dann Rabbani als Präsidenten wählte. Das Abkommen zurückweisend startete Hekmatyār massive Raketenangriffe auf Kabul, die mit Unterbrechungen drei Jahre andauerten, bis er im Februar 1995 aus der Provinz Kabul vertrieben wurde. Modschaddedis Entscheidung, eine allgemeine Amnestie für alle Bürger ohne Rücksicht auf politische Bindungen zu gewähren, bis ein Rechtssystem im Land wiedereingesetzt würde, ist eine der Hinterlassenschaften seiner Präsidentschaft. Modschaddedi zog sich dann ins Privatleben zurück. Während der Herrschaft der Taliban wohnte er in Pakistan.

### Nach den Taliban
Im Dezember 2003 wurde Modschaddedi zum Vorsitzenden der Loja Dschirga gewählt. Unter seiner Führung verabschiedete die Loja Dschirga eine neue Verfassung für das Land. Als die verfassungsmäßige Loja Dschirga ihre Arbeit aufnahm, benannte Modschaddedi eine Frau als eine seiner drei Stellvertreter, um die aktive Teilnahme der Frauen in den Sitzungen zu gewährleisten.
Seit dem 16. März 2005 war er Vorsitzender der „Nationalen Kommission für den Frieden in Afghanistan“, als der er von Präsident Hamid Karzai berufen wurde. Das Ziel der Kommission ist es, die nationale Versöhnung voranzutreiben. Auf einer Pressekonferenz vom 9. Mai 2005 in Kabul kündigte Modschaddedi an, dass die Teilhabe am Versöhnungsprozess für alle Afghanen offen sei, einschließlich Mohammed Omar (Anführer der Taliban) und Gulbuddin Hekmatyār.
Er sagte, seine Ausführungen seien von den Medien missgedeutet worden und dass es Sache der afghanischen Nation sei, Mohammed Omar und Gulbuddin Hekmatyār zu vergeben oder sie zu bestrafen. Er erklärte auch, dass politische Linien sich mit der Zeit wandeln, und fügte hinzu, dass die Versöhnungskommission unabhängig, aber mit voller Rückendeckung von Präsident Karzai arbeite.
Modschaddedi wurde zitiert, Folgendes gesagt zu haben: „Wenn sie Afghanistans neues Grundgesetz akzeptieren und die Kämpfe aufgeben, möge ihnen vergeben sein. Aber persönlich kann ich ihnen die Strafe nicht erlassen, weil ich dazu kein Recht habe.“
Am 18. Dezember 2005 wählte Afghanistans Parlament Sibghatullah Modschaddedi für fünf Jahre zum Vorsitzenden des 102 Sitze umfassenden legislativen Oberhauses, der Meschrano Dschirga.
Am 12. März 2006 überlebte Modschaddedi ein gegen ihn gerichtetes Selbstmord-Bombenattentat, als Attentäter ein mit Sprengstoffen beladenes Auto zur Explosion brachten, das nahe seinem Fahrzeug war, als er eine belebte Straße entlang gefahren wurde. Zwei Attentäter und zwei Passanten wurden getötet, während Modschaddedi selbst nur leicht verletzt wurde. Modschaddedi beschuldigte die ISI als treibende Kraft hinter den Angriffen, die seiner Meinung nach von ehemaligen Mitgliedern der Taliban ausgeführt wurden. Modschaddedi war auch Oberhaupt einer offiziellen afghanischen Friedenskommission, die Amnestie für ehemalige Taliban anbietet und sie anspornt ihre Waffen niederzulegen.
Sibghatullah Modschaddedi lebte in Kabul, wo er im Februar 2019 im Alter von 93 Jahren nach langer Krankheit starb.

## Trivia
- Modschaddedi wurde oft auch als Pir oder Scheich bezeichnet, was Heiliger oder Ältester bedeutet, da er das älteste Mitglied des Sufi-Ordens Naqschbandi war. Seine Familie trägt den Titel Pir (Heilige) in dem Sufi-Orden, der die Grundlage für seine große religiöse Gefolgschaft in ganz Afghanistan bildet.
- Modschaddedi war ein konservativer Maulawi (Islamgelehrter). Seine Partei besteht hauptsächlich aus Naqschbandi.
- Im Juni 2002 wurde Modschaddedi in Florida von Sicherheitskräften aus der Warteschlange für einen Flug von Virgin Atlantic Airways nach London herausgenommen, um eine zusätzliche Durchsuchung seines Gepäcks vorzunehmen. Laut Polizei sagten Bildschirmkontrolleure des Sicherheitspersonals aus, sie hätten ihn von einer islamischen Befreiungsorganisation sprechen und „Ich weiß, sie suchen nach einer Bombe“ und „Gott wird dies vergelten“ sagen hören. Diese Sätze wurden in Englisch gesprochen, aber von den Bildschirmkontrolleuren falsch interpretiert; niemand von ihnen sprach Englisch als Muttersprache. Modschaddedi war zu dieser Zeit in Florida, um eine Hochzeit zu besuchen.[3]